# Quedius fuliginosus
Quedius fuliginosus es una especie de escarabajo del género Quedius, familia Staphylinidae. Fue descrita científicamente por Gravenhorst en 1802.
Habita en Reino Unido, Suecia, Países Bajos, Rusia, Noruega, Finlandia, Portugal, Dinamarca, Alemania, Ucrania, Austria, Francia, Estonia, Luxemburgo, Bélgica, Polonia, Eslovaquia, Italia, Canadá, Hungría, Irlanda, Bielorrusia, Suiza, Lituania y Eslovenia.